# Josef Prušák
Josef Prušák (3. prosince 1873 Chrudim – 22. února 1921 Praha) byl český právník, profesor trestního práva a děkan právnické fakulty Univerzity Karlovy.

## Život a dílo
Narodil se do rodiny soudce. Josef postupně navštěvoval gymnázia v Chrudimi, Německém Brodě a pražské Akademické gymnázium, pak absolvoval právnickou fakultu české Karlo-Ferdinandovy univerzity a byl také na krátkých studijních pobytech např. v Halle či Lipsku. Poté vstoupil do služeb justice, ale zároveň se věnoval teorii trestního práva a roku 1900 se v něm na základě práce O příčetnosti osob mladistvých a jejich trestání habilitoval. O sedm let později byl jmenován mimořádným a roku 1911 řádným profesorem trestního práva a trestního řízení. Stal se členem České akademie věd a umění a mezi roky 1914–1915 byl také děkanem právnické fakulty.
Profesor Prušák byl pozitivistou, zároveň ale ve svém díle zdůrazňoval sociální aspekty trestního práva. Napsal mj. studii Kriminální noetika, v níž vyložil svou koncepci systému trestní vědy a jejích základních pojmů, nebo Rakouské právo trestní, díl všeobecný, první skutečnou českou učebnici trestního práva hmotného. Učebnice procesního práva Československé řízení trestní, platné v Čechách, na Moravě a ve Slezsku vyšla těsně před jeho předčasnou smrtí.
Pohřben byl do rodinné hrobky na Vyšehradském hřbitově.